# Überdruckbelüftung
Eine Überdruckbelüftung ist eine lüftungstechnische Anlage, die in einem bestimmten Gebäudeteil einen Überdruck erzeugt. 
In der Regel soll die Überdruckbelüftung das Eindringen von ungefilterter oder besonders belasteter Luft in Räume oder abgeschlossene Nutzungseinheiten verhindern:
- Reinräume wie z. B. bei der Chip-Fertigung
- Operationssäle in der Klinik
- ABC-Schutzanlagen
- Flucht- und Rettungswege sollen im Brandfall von Rauchgasen freigehalten werden
- gewerbliche Küchen und andere Räume zur Lebensmittelverarbeitung sollen vor dem Eindringen von keimbelasteter Luft geschützt werden, die z. B. aus Räumen mit Publikumsverkehr stammt

Das Gegenteil zur Überdrucklüftung ist die Unterdrucklüftung. Sie kommt zum Einsatz, wenn verhindert werden soll, dass Stoffe (vor allem Gase) einen Raum verlassen (z. B. Chemie- oder Biolabor).

## Reinräume
In Reinraum-Abteilungen werden Überdrucklüftungen eingesetzt, um das Eindringen von verschmutzter Luft in die Fertigung zu vermeiden. Die durch die Lüftungsanlage zugeführte Luft wird vorher intensiv gereinigt. Dies gilt auch für Operationssäle und Intensivstationen.

## Flucht- und Rettungswege
Sicherheitstreppenräume und Feuerwehraufzüge werden im Brandfall durch fest installierte Lüftungsanlagen unter Überdruck (Rauchschutz-Druck-Anlage; RDA) gesetzt, um die Rettungs- und Angriffswege vor Raucheintrag zu schützen. 
Die DIN EN 12 101-6:2005 (Rauch- und Wärmefreihaltung) teilt Gebäude in Systemklassen ein. Es wird ein Differenzdruck von 50 Pascal (Pa) ±10 % gefordert, der nicht deutlich überschritten werden sollte, um das Öffnen der Fluchttüren nicht zu erschweren. Je nach Systemklasse wird eine Luftströmung zwischen 0,75 m/s und 2,0 m/s gefordert.
Überdruckanlagen in Deutschland werden auch als Druckdifferenzsystem, Rauchverdrängungsanlage oder Sicherheitslüftungsanlage bezeichnet.
In der österreichischen Technischen Richtlinie vorbeugender Brandschutz (TRVB) S 112:2004 findet sich die Definition Druckbelüftungsanlage (DBA). In der Schweiz orientiert sich das Brandschutzkonzept neuer Gebäude an den strengen Regeln der europäischen Norm EN 12101-6. Es fehlt jedoch an den konsequenten Umsetzungsvorgaben wie in Österreich.
Die Feuerwehr kann im Rahmen der taktischen Ventilation zusätzlich mobile Überdruckbelüfter einsetzen, um Rettungswege frei von Rauchgasen zu halten.

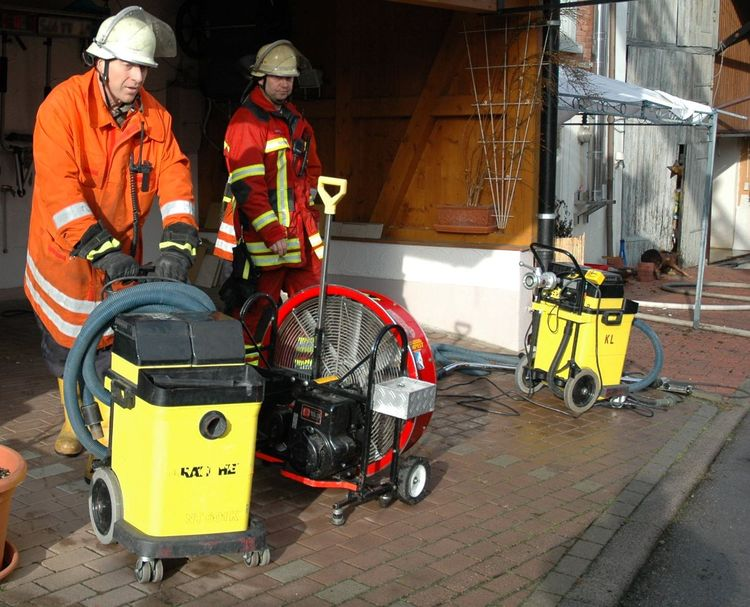
Lüfter (Mitte) vor dem Einsatz im Anschluss an die Löscharbeiten

## Fleischtheken
Für Fleischtheken in Supermärkten wird vielfach eine Überdruckbelüftung gefordert, um zu verhindern, dass Keime aus dem Verkaufsraum zum unverpackten Fleisch gelangen. Zu diesem Zweck strömt ein beständiger Luftstrom von der Theke in den Publikumsbereich.

## Militär
Das Militär setzt Überdruck in ABC-Schutz-Anlagen ein um das Eindringen von Schadstoffen zu verhindern.